# Die wilden Mahlzeiten
Die wilden Mahlzeiten ist ein französisch-italienischer Spielfilm aus dem Jahr 1976, der vom Leben des Verbrechers René la Canne inspiriert ist, der in den 1940er und 1950er Jahren berüchtigt war. Gespielt wird er von Gérard Depardieu, dem Michel Piccoli zur Seite steht. Regie führte Francis Girod, das Drehbuch verfasste er mit Jacques Rouffio nach einem Buch von Roger Borniche.

## Handlung
René Bornier ist aufgrund kleinkrimineller Aktivitäten bereits mehrfach vorbestraft. In der Zeit des Zweiten Weltkriegs begegnet er in einer Heilanstalt für Geisteskranke dem Polizeiinspektor Marchand. Gemeinsam haben sie ihre Aversion gegen die deutschen Besatzer. Nach Ende des Krieges verlieben sie sich beide in Krista.

## Kritik
„Völlig mißglückter Versuch einer Komödie, deren zotige Sexabenteuer und zynische Kriegs-Gags sich gegenseitig an Geschmacklosigkeiten überbieten.“